# Scopula zophodes
Scopula zophodes là một loài bướm đêm trong họ Geometridae.